# Digital Audio Broadcasting

El DAB, el DAB+ i el DMB globalment. (WorldDMBForum country profile)

El Digital Audio Broadcasting (DAB) és una tecnologia en desenvolupament per a la difusió d'àudio en format digital. Es tracta d'un sistema bastant robust dissenyat per a receptors tant d'ús domèstic com portàtils i, especialment, per a la recepció en mòbils; per a la difusió per satèl·lit i per a la difusió terrestre i que, a més de l'àudio, ens permet introduir dades.

## Història

### Naixement
DAB (Digital Audio Broadcasting) va aparèixer el 1994 i va ser creat per la Unió Europea de Radiodifusió i la Unió Europea a través del projecte Eureka 147. Per tant, és un projecte europeu, tot i que d'altres països van estudiar el tema però amb les seves adaptacions del sistema. Per exemple, el cas dels EUA: van començar a crear el seu propi sistema, l'IBOC.

### Primers moments a Europa
L'NRK va llançar el primer canal de DAB del món l'1 de juny de 1995 (NRK Klassisk). El setembre s'inicien els primers serveis al Regne Unit per la BBC i a Suècia per Sveriges Radio. Posteriorment han estat diversos estats federals alemanys els que han realitzat experiències de DAB.
Pel que fa a l'Estat Espanyol, la primera recepció en DAB es va fer a la Universitat Internacional Menéndez Pelayo, a la seva seu de Santander, l'estiu de 1996 i fruit de la cooperació entre l'empresa alemanya Blaupunkt i Radio Nacional de España.
El desembre del mateix any Catalunya Ràdio promovia la primera experiència en DAB a Catalunya.
En aquests moments hi ha a l'Estat Espanyol un fòrum de discussió destinat a reflexionar entorn la implantació del DAB en les diferents comunitats ibèriques.
Noruega fou el primer país que començà a substituir la transmissió per Freqüència Modulada per DAB començant l'11 de gener de 2017 i acabant segons la planificació al desembre.

## Característiques
- Eficiència. Es caracteritza per l'eficiència en la utilització de l'espectre i la potència. S'utilitza un únic bloc per a una xarxa nacional, territorial o local terrestre, amb transmissors de baixa potència. Per això no cal canviar de freqüència. Fins ara, quan s'escolta la ràdio analògica en l'automòbil i es vol seguir un determinat programa, l'emissora s'ha de tornar a sintonitzar (manual o automàticament) diverses vegades al llarg d'un recorregut. Hi ha zones d'Espanya on els sistemes automàtics de seguiment d'una ràdio (RDS) fallen perquè se superposen dues freqüències de la mateixa emissora, embogint al cercador automàtic. Amb la Ràdio Digital les estacions emeten en una freqüència que pot ser sintonitzada amb un toc de botó i de la qual no cal moure's ja s'estigui a Cadis, Ciudad Real o Bilbao.

- Millores en la recepció. Mitjançant el sistema DAB se superen els efectes que la propagació multitrajecte, deguda a les reflexions en edificis, muntanyes, etc., produeix en els receptors estacionaris, portàtils i mòbils i es protegeix la informació davant d'interferències i pertorbacions. Aquestes millores s'aconsegueixen mitjançant la transmissió COFDM que utilitza un sistema de codificació per distribuir la informació entre un elevat nombre de freqüències.

- Rang de freqüències de transmissió. El sistema DAB està dissenyat per poder funcionar en el rang de freqüències de 30 MHz a 3.000 MHz. A Espanya s'ha assignat per donar cobertura DAB les freqüències 195-223 MHz, en BIII, que corresponen als canals 8 a 11 de la banda VHF.

- Distribució. Es pot realitzar per satèl·lit o transmissions terrestres o de cable utilitzant diferents modes que el receptor detectarà automàticament.

- Qualitat del so. És equivalent a la del Disc Compacte (CD). En el sistema DAB s'aprofita l'efecte d'emmascarament que es produeix a causa de les característiques psicoacústiques de l'oïda humana, ja que no és capaç de percebre tots els sons presents en un moment donat i, per tant, no és necessari transmetre els sons que no són audibles. El sistema DAB utilitza un sistema de compressió de so anomenat MUSICAM per tal d'eliminar la informació no audible, aconseguint així reduir la quantitat d'informació a transmetre. La qualitat de so de la Ràdio Digital és notablement superior a la de la ràdio tradicional: la Ràdio Digital és a la ràdio analògica el que els CD han estat per al disc de vinil. La Ràdio Digital no pateix els efectes de les interferències causades per les condicions atmosfèriques adverses o per altres equips elèctrics que deterioren les emissions analògiques. Amb la Ràdio Digital s'obté un so pur i clar en tot moment, i no importa, fins i tot, que un es traslladi d'un lloc a un altre.

- Multiplexat. De manera anàloga a com s'entra en un multicine on s'exhibeixen diverses pel·lícules i se selecciona una d'elles, és possible entrar en un múltiplex DAB i seleccionar entre diversos programes d'àudio o serveis de dades. El sistema DAB permet multiplexar diversos programes i serveis de dades per formar un bloc i ser emesos junts, obtenint-se idèntica àrea de servei per a tots ells.

- Capacitat. Cada bloc (múltiplex) té una capacitat útil d'aproximadament 1,5 Mbit/s, el que, per exemple, permet transportar 6 programes en estèreo de 192 kbit/s cadascun, amb la seva corresponent protecció, i diversos serveis addicionals. Amb la FM, l'Ona Mitjana i l'Ona Llarga s'utilitza la compressió d'àudio en gairebé totes les radioemissores per raons tècniques. Encara que té molts avantatges, els amants de la música d'alta fidelitat poden sentir-se irritats per la compressió del so. En el cas de la ràdio digital no és imprescindible comprimir el senyal amb la finalitat de proporcionar un so més nítid.

- Flexibilitat. Els serveis poden estructurar-se i configurar-se dinàmicament. El sistema pot acceptar velocitats de transmissió entre 8 i 380 kbit/s, inclosa la protecció adequada.

- Serveis de dades. A més del senyal d'àudio digitalitzat, en el múltiplex es transmeten altres informacions.

- El canal d'informació. Transporta la configuració del múltiplex, informació dels serveis, data i hora, serveis de dades generals com ràdio-recerca, sistema d'avís d'emergència, sistema de posicionament global, etc. Destaca la informació de trànsit. Les dades associades al programa es dediquen a la informació directament relacionada amb els programes d'àudio: títols musicals, autor, text de les cançons en diversos idiomes, etc.

- Serveis addicionals. Són serveis que van dirigits a un grup reduït d'usuaris com, per exemple, cancel·lació de targetes de crèdit robades, enviament d'imatges i textos a taulers d'anuncis electrònics, etc. Totes aquestes dades es reben a través d'una pantalla incorporada al receptor. Els nous aparells de Ràdio Digital tenen pantalles de cristall líquid (LCD) que mostren informació textual complementària del que s'està escoltant. Es poden conèixer així, simultàniament, els resultats esportius, les cotitzacions borsàries, el nom del grup musical que està tocant o detalls sobre el títol i l'artista. Alguns aparells tenen pantalles amb la capacitat de fer "scroll" (la informació va passant al llarg de la pantalla: de dalt a baix, o d'esquerra a dreta) el que permet mostrar fins a 128 caràcters d'una sola vegada.

- Cobertura. La cobertura pot ser local, regional nacional i supranacional. El sistema és capaç d'afegir constructivament els senyals procedents de diferents transmissors en el mateix canal, el que permet establir xarxes de freqüència única per a cobrir una àrea geogràfica determinada en la qual és possible utilitzar petits transmissors per tal de cobrir les zones d'ombra deixades per aquests. En Espanya, cada bloc de freqüències de cobertura nacional, autonòmica o, si escau, local integrarà, inicialment, sis programes diferents, susceptibles de ser explotats les vint-i-quatre hores del dia. La capacitat que s'usa per als serveis addicionals de transmissió de dades no sobrepassarà el 20% de la capacitat total de cada bloc de freqüències del servei de radiodifusió sonora digital terrenal. En el nostre país, la durada acumulada de les desconnexions territorials en el cas de programes d'àmbit nacional serà com a màxim el 30% del temps total de programació diària i no podrà superar el 25% del total de la programació setmanal.

## Com funciona?
El sistema de transmissió de la ràdio digital funciona combinat dues tecnologies digitals per tal de produir un sistema de transmissió radial eficient i molt solvent.
Primer hi ha el sistema de compressió MUSICAM,que després es va normalitzar denominant-se MPEG2 o MP2, un sistema de codificació que funciona descartant sons que no seran percebuts per l'oïda humana. Quan hi ha dos senyals molt pròxims en freqüència i un d'ells és més fort que l'altra, el senyal que té nivell inferior normalment queda emmascarat i no és possible escoltar-lo. A més, l'oïda té un llindar de so per sota del qual no pot percebre els sons. El que fem amb aquest sistema és eliminar tot allò que l'oïda no podrà percebre. D'aquesta forma s'aconsegueix disminuir l'amplada de banda que es necessita per transmetre. És un sistema molt semblant a l'MP3 però necessita menor capacitat de processament que aquest.
En realitat es transmet de forma contínua "un contenidor" d'informació, on d'una banda s'envia la informació del seu contingut i la seva configuració, per a permetre al receptor conèixer de forma molt ràpida el que es mana i seleccionar qualsevol dels continguts (programes). D'altra banda, en el contenidor s'envien els programes d'àudio i altres serveis addicionals, i dintre de cada programa d'àudio podem introduir dades associades a aquest programa, com pot ser, per exemple, un mapa meteorològic quan s'estigui informant sobre el temps.
La capacitat bruta d'informació del múltiplex és de 2,3 Mbit/s, però en realitat el que tenim és un contenidor amb 864 calaixos, que es van emplenant amb els programes i dades i s'emeten de forma contínua.
La segona tecnologia és COFDM (Coded Orthogonal Frequency Division Multiplex). És un múltiplex per divisió de freqüències ortogonals en el qual realitzem una codificació. D'una banda, la codificació introdueix redundància per a poder detectar els errors de transmissió i corregir-los i, a més, el sistema utilitza diversitat en el temps, diversitat en l'espai i diversitat en freqüència. La diversitat en el temps s'aconsegueix mitjançant un entrellaçat en el temps de tota la informació, de manera que si hi ha alguna pertorbació, al tenir la informació distribuïda és possible recuperar-la millor. Amb la diversitat en freqüència, utilitzant una relació matemàtica exacta, el senyal MUSICAM és dividida entre 1536 freqüències portadores i aconseguim que la informació es distribueixi de manera discontínua en tot l'espectre del canal i es vegi menys afectada per les pertorbacions; i amb la diversitat en l'espai, aconseguim que es pugui enviar des de diferents centres emissors i que tots ells contribueixin positivament creant una xarxa de freqüència única i, així mateix, que les reflexions del senyal contribueixin positivament en el receptor.
Les interferències que pertorben la recepció de senyal FM, causades normalment per edificis o muntanyes, són eliminades per mitjà de la tecnologia COFDM. Això significa que una mateixa freqüència pot ser utilitzada en tot un país sense que calgui tornar a sintonitzar el receptor quan s'està viatjant(xarxa de freqüència única).
Un multiplexat de ràdio digital està format per 2.300.000 bits, els quals són utilitzats per a transportar àudio, dades i un sistema de protecció contra errors de transmissió. D'aquests, al voltant d'1.200.000 bits s'utilitzen per al servei d'àudio i dades. Durant un dia, un nombre de bits pot ser assignat per a cobrir cada servei.
Cada multiplexat pot transportar una barreja d'emissions estèreo o mono, així com serveis de dades. El nom de programes depèn de la qualitat exigida per a cadascun d'ells. Els serveis varien al llarg del dia depenent de la programació.

## Analògic o Digital
La ràdio que coneixem és analògica, tant en AM com en FM. En aquest cas, l'ona radial transporta el so original –la música o la veu d'un locutor– que pot veure's sotmès a interferències atmosfèriques o d'altres equips elèctrics. Els senyals analògics també poden resultar bloquejades o distorsionades pels accidents del terreny o els grans edificis. Amb el senyal FM -una microona de curt abast, però de millor qualitat auditiva que l'AM- cal un gran nombre de freqüències, generalment distintes, per a cobrir una àrea gran. Això repercuteix que l'espectre electromagnètic és utilitzat de manera ineficient i que quan una persona es trasllada més d'unes desenes de quilòmetres cal tornar a sintonitzar l'emissora per a seguir el programa que s'estava escoltant.
La Ràdio Digital permet un ús més eficient de l'espectre electromagnètic i ofereix als emissors una banda més ampla per a incloure serveis addicionals. El senyal de Ràdio Digital està convertida en "bits", els famosos "1" i "0" del món de la informàtica. Aquests són transportats per les ones radiofòniques de tal manera que resisteixen les interferències. El so és gairebé perfecte.
Amb la Ràdio Digital, l'espai utilitzat en l'espectre electromagnètic pot ser optimitzat per mitjà d'una Xarxa de freqüència única (en anglès Single Frequency Network, SFN), gràcies a la qual tots els emissors utilitzen la mateixa freqüència per a emetre el mateix senyal de Ràdio Digital. Això significa que no cal canviar de sintonia si un es desplaça d'un lloc a un altre.

## Receptors

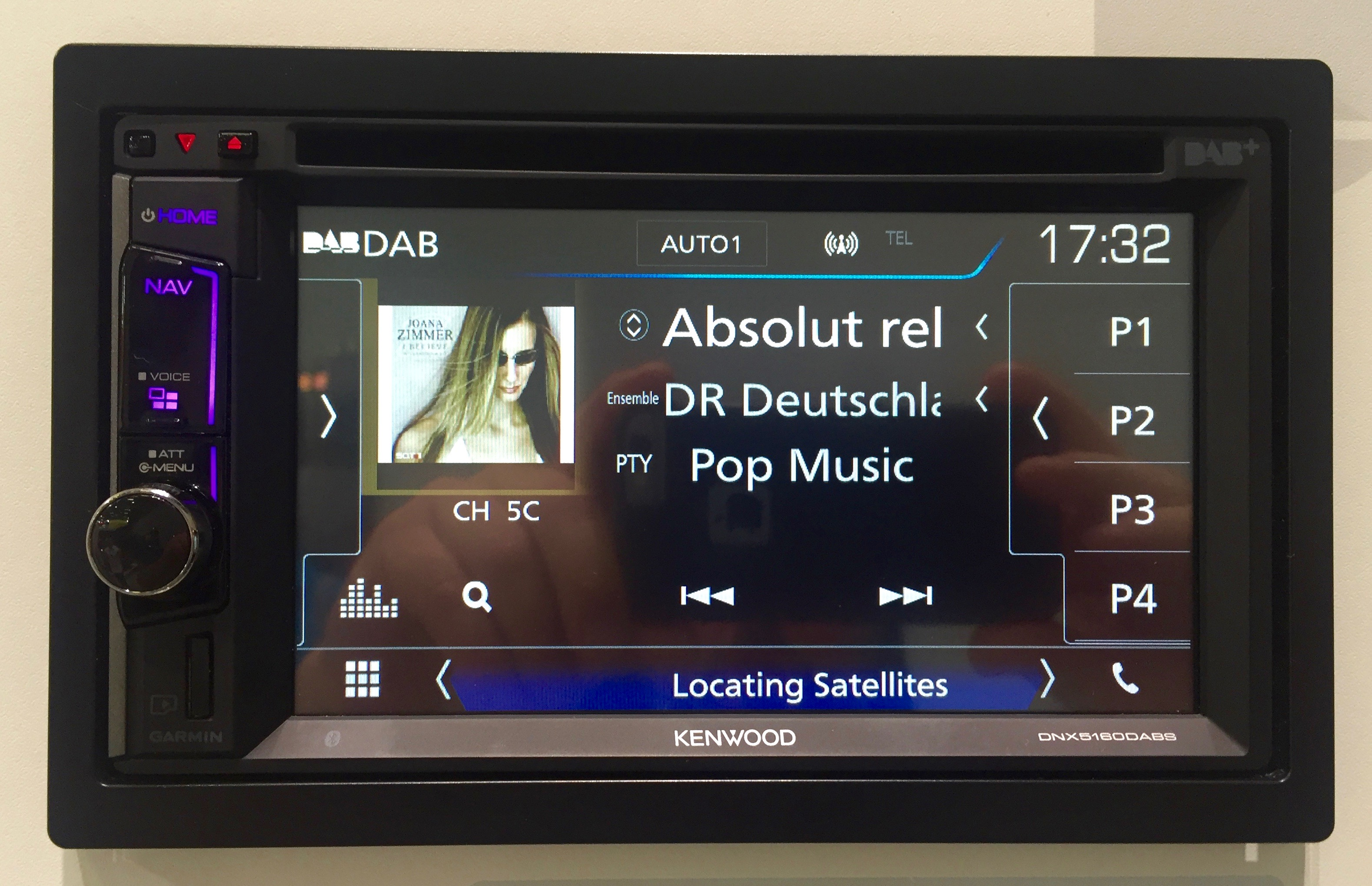
Autoràdio DAB+/AM/FM/LW/CD/DVD/USB/microSDHC/GPS/Bluetooth/CarPlay/AndroidAuto

Evidentment la ràdio digital no podrem sintonitzar-la en els aparells que tenim en l'actualitat. El receptor DAB, segons l'estàndard europeu, ha de permetre treballar en freqüències que van des dels 174 MHz als 240 MHz (en banda III) i entre 1452 MHz i 1492 MHz (en banda L).
El receptor haurà de disposar d'una sortida d'àudio i segons els models i necessitats amb una sortida per a dades. Haurà de permetre detectar el mode de transmissió i commutar al mode de recepció corresponent.
El codificador utilitzarà una freqüència de mostreig de 24 a 48 kHz i haurà de permetre commutar entre les diferents trames de dades quan sigui necessari (segons les dades que es vulguin rebre o si ens estem movent). També ha de permetre descodificar un programa d'àudio estèreo amb una taxa binària de 256 kbit/s. En cas de ser un servei xifrat (de pagament) el receptor, permetrà informar a l'usuari d'aquest servei.
És recomanable disposar d'una pantalla de 8 caràcters alfanumèrics(lletres i xifres) i com a mínim han d'informar del servei ofert, tipus de programa, trama i segment seleccionat.
Com són les ràdios digitals?
- Components de Hi-Fi. Les primeres ràdios digitals que han sortit al mercat són components de Hi-Fi o aparells separats que poden connectar-se en sistemes Hi-Fi preexistents. Aquests sintonitzadors són de dos tipus diferents: Sintonitzadors exclusivament de DAB o sistemes combinats de DAB i FM/AM tradicional. Tots els aparells, sense importar quin sigui la seva capacitat de sintonització, tenen una pantalla incorporada que permet mostrar informacions tals com resultats d'esports, títols de cançons o els noms del compositor o artista que estigui sonant en aquest moment en l'emissió digital sintonitzada. També tenen un control remot per infrarojos i una sortida digital tipus SPDIF.

- Autoràdios. Les ràdios digitals per als automòbils consisteixen en una unitat compatible amb DAB de CD amb un receptor de ràdio FM/AM incloses en una caixa (semblant a les dels CD per a automòbils) que pot anar instal·lada sota els seients o en el maleter del cotxe. A més compten amb una antena digital.

- Targetes d'àudio digital per a PC. A l'instal·lar una targeta de ràdio digital per a PC, l'usuari no només pot escoltar els seus programes favorits de ràdio digital sinó que pot accedir a nous serveis d'informació. En el futur, la DAB permetrà transmetre fulles de fax o pàgines d'Internet.

- Sistema Hi-Fi. La segona generació de sintonitzadors de ràdio digital estarà inclosa en els nous sistemes de Hi-Fi, tant cadenes com mini-cadenes. L'arribada del sistema DAB significa que tots els components –CD, mini-disc i ràdio digital- seran compatibles entre si.

- Portàtils. Actualment són de la grandària d'un mòbil i el seu preu mitjà ronda els 30 euros.

## Per què no s'ha assolit l'apagada analògica en la ràdio?
El sistema DAB va ser dissenyat a la fi dels anys 80, i els seus objectius principals eren proporcionar a la ràdio la qualitat del CD; proporcionar millor qualitat de recepció en el cotxe que FM; usar l'espectre d'una manera més eficient; permetre la sintonia pel nom de l'estació en comptes de per freqüència; i permetre la transmissió de dades. DAB va arribar a la major part d'aquests objectius, però amb una excepció bastant important: DAB sona pitjor que la FM.
Per quina raó la qualitat del so no és l'esperada?
La raó principal per la qual hi ha un problema amb la qualitat d'àudio sobre DAB és degut al fet que les estacions de ràdio usen uns nivells de taxa de bit que són massa baixos per a proporcionar una qualitat bona d'àudio. La raó per la qual usen taxes de bit insuficients és a causa de la codificació d'àudio MP2, que ha d'usar taxes de bit d'almenys 192 kbps per a proporcionar una qualitat d'àudio semblant a la de FM.
Lamentablement la majoria de les estacions usen un nivell de taxa menor, per aquest motiu la qualitat d'àudio és pobre.
La raó per quins nivells tan baixos de taxa de bit són usats és perquè les emissores han decidit llançar moltes estacions digitals noves i úniques, però com hi ha una quantitat limitada d'espectre disponible per a DAB, les emissores van decidir usar baixos nivells de taxa de bit perquè puguin cabre aquestes noves estacions, encara que sabessin perfectament que la qualitat d'àudio seria inferior que sobre FM.
Si a això sumem que els preus dels receptors són sensiblement majors que els actuals de FM (que en la seva versió més simple els pots trobar a preus irrisoris i a més ja estan incorporats en molts mòbils i reproductors de mp3) trobem la resposta del fracàs en la implantació de la tecnologia DAB i ens adonem de la simplicitat i efectivitat de la Freqüència Modulada

## TPEG
El Departament de Viatges de la BBC està experimentant amb la tecnologia TPEG, un format que revolucionarà la informació de trànsit. Ve a ser un servei personal de viatge. Permet a la BBC transmetre més informació sobre viatges que si estiguéssim 24h parlant-ne per ràdio, però en cada receptor només apareixen les notícies de trànsit que interessen al propietari. És com tenir un presentador de notícies sobre trànsit amb l'usuari, el qual sap on va i li diu quina és la millor manera d'arribar-hi.
Aquest servei digital proporciona informació de trànsit amb el major detall possible o actualitzacions al minut d'informació d'accidents o embussos. Les dades es poden facilitar en un ample espectre de formats: text, pantalles, o veus sintetitzades. La informació també pot ser traduïda a diverses llengües.

## DAB+i DMB

### DAB+
El WorldDMB, l'organització al càrrec dels estàndards de la família DAB, anunciava una actualització no compatible cap enrere per millorar als sistemes DAB estàndards el 2006 quan el còdec d'àudio d'HE-AAC v2 (també conegut com a AAC+) era adoptat. L'estàndard nou, que s'anomena DAB+, també ha adoptat el format d'àudio MPEG Sorround i codificació de correcció d'error més forta en forma de codificació de Reed-Solomon. DAB+ s'ha estandarditzat com ETSI TS 102 563.
Com el DAB+ no és compatible cap enrere els receptors DAB ordinaris no poden rebre les emissions DAB+.
Les emissions DAB+ ja s'han llençat a Suïssa, Malta i Itàlia. Austràlia ja ha encès les emissions de DAB+ comercials i les emissores públiques de l'ABC i la SBS. També s'espera que uns quants altres països llancin emissions de DAB+ durant els propers anys, com Hongria el 2010 i Alemanya el 2009. Quan es produeixi el llançament d'emissores de DAB+ al Regne Unit, Noruega i Dinamarca, transmetran al costat d'emissores de DAB existents que usen l'antic format d'àudio MP2, i la majoria de les emissores DAB existents s'esperen que continuïn emetent fins que la vasta majoria dels receptors suportin DAB+, en aquest moment les emissores que usin l'antic format DAB cessaran l'emissió. Hi ha també molt interès a utilitzar DAB+ en països asiàtics, com la Xina.

### DMB
Els estàndards relacionats amb el DAB: el Radiodifusió multimèdia digital (DMB) i DAB-IP són aptes per a la ràdio i la TV mòbil, ambdós perquè suporten el MPEG-4 i el WMV9 respectivament com a còdecs de vídeo. Tanmateix, un subcanal amb vídeo DMB es pot afegir fàcilment a qualsevol transmissió DAB -ja que el DMB fou dissenyat d'entrada per transportar-se en un subcanal DAB. les emissions DMB a Corea del Sud porten serveis d'àudio DAB convencionals junt amb els seus serveis de vídeo DMB.

## Situació

### Andorra
En el seu moment es van difondre per aquest sistema les dues emissores públiques de ràdio (Ràdio Nacional d'Andorra i Andorra Música).
La seva cobertura era pràcticament del 100% de la població del principat, només utilitzant dos repetidors: Pic de Maià i Pic de Carroi.
L'emissió va realitzar-se pel bloc 12D (229.072 MHz).
L'any 2005 els emissors estaven desactivats i l'any 2006 definitivament apagats fins a l'actualitat. Això es va fer sense donar explicacions.

### Espanya
En Espanya al servei de radiodifusió sonora digital terrenal se li han assignat les següents bandes de freqüències:
a.- 195 a 216 MHz (blocs 8A a 10D)
b.- 216 a 223 MHz (blocs 11A a 11D).
c.- 1.452 a 1.467,5 MHz (blocs LA a LI).
d.- 1.467,5 a 1.492 MHz.
Aquests blocs de freqüències han estat dividits per l'autoritat en diferents xarxes que donen origen als 3 multiplexors d'àmbit estatal existents.

#### Oferta
Hi ha tres múltiplex d'àmbit estatal i sis programes per múltiplex. Dos d'ells amb possibilitat de desconnexió provincial.
Xarxa FU-E (Freqüència Única-Espanya): Permet programes nacionals sense desconnexions territorials. En aquest multiplexor s'han assignat quatre dels seus sis programes a Ràdio Nacional d'Espanya. Els altres dos programes van sortir a concurs públic el dijous 30 de març de 2000.
Espanya - bloc 11B
- Radio 1
- Radio Clásica
- Radio 3
- Radio 5
- Vocento
- Los40 Classic (antiga M80 Digital)

Xarxes MF-I i MF-II: Permeten programes nacionals amb la possibilitat d'efectuar desconnexions territorials. En el múltiplex MF-I s'han reservat dos programes per a RNE. Els altres quatre programes, més els sis programes del multiplexor MF-II van ser assignats el 10/03/2000 pel ministeri de Foment a deu concessionaris privats:
MF-1
Barcelona - bloc 10A, Tarragona - bloc 10C 
- Radio 1
- Radio 5
- Cope Digital
- Radio Intereconomía
- Radio Marca
- El Mundo Radio

MF-2
Barcelona - canal 8A, Tarragona - canal 8C
- SER Digital
- Onda Cero
- Kiss fm
- Europa FM
- Punto Radio
- Onda Melodía

##### Catalunya
Abans del 4 de novembre de 2008, a l'àrea metropolitana de Barcelona, emetent des de Collserola pel bloc 11D, estava disponible el múltiplex de Catalunya Ràdio:
- Catalunya Ràdio
- Catalunya Informació
- Catalunya Música
- iCat fm
- Catalunya Digital 1 (música en català, artista i títol a la pantalla del receptor)
- Catalunya Digital 2 (música variada, artista i títol a la pantalla del receptor)

El 2021 l'emissora lliure Ona359FM (en aquell moment anomenada Iscle359FM) va ser la primera ràdio catalana en engegar un multiplex en la tecnologia DAB+ donant cobertura a La Vallalta (Maresme).

##### Galícia
La CRTVG, emet al dial 11C, cobrint les grans ciutats, a través dels repetidors: Pedroso (Santiago de Compostel·la); Bailadora-Ares (Ferrol i la Corunya); Domaio (Vigo); Tomba (Pontevedra); Seminario (Ourense).
- Radio Galega
- Son Galicia Radio
- Radio Galega Música

##### Múrcia
Per la seva part, Onda Regional de Murcia, emet pel bloc 11A, a través dels repetidors de Ricote i Carrascoy, cobrint gran part de la Regió Murciana.
- Onda Regional Digital
- Onda Regional Música

#### Programació
La programació de les emissores espanyoles exclusives de la ràdio digital és pèssima.
El Mundo Radio és un jukebox amb música variada, la majoria rock.
Vocento amb música variada, també inclou a la selecció música clàssica. Utilitzen el programa ZaraRadio per reproduir les locucions de les hores.

#### Cobertura
El Plan Técnico Nacional de la Radio Difusión Sonora Digital estableix diferents fases d'introducció del DAB a l'Estat Espanyol. Ja s'han complert la primera i la segona fase, per tant, ja hi ha més d'un 50% de cobertura. La tercera fase, que s'anirà implementant, si no canvia la llei, fins al 31 de desembre de 2011, consisteix a emetre al 80% de la població de l'Estat, mitjançant l'emissió per a les capitals: Albacete, Almeria, Àvila, Burgos, Càceres, Cadis, Castelló de la Plana, Ceuta, Ciudad Real, Còrdova, Conca, Girona, Huelva, Osca, Jaén, Lleó, Lleida, Lugo, Melilla, Mèrida, Ourense, Palència, Pontevedra, Salamanca, Sant Sebastià, Santiago de Compostel·la, Segòvia, Sòria, Tarragona, Terol, Toledo, i Zamora; així com, almenys, totes les localitats amb més de 50.000 habitants.
Tot i això, es preveu modificar el Plan Técnico Nacional de la Radio Difusión Sonora Digital: el 2 de juny de 2009, durant la seva compareixença davant la Comissió d'Indústria, Turisme i Comerç del Senat, Miguel Sebastián va avançar que el pròxim 17 de juny el Ministeri d'Indústria presentarà el Consell Assessor de Telecomunicacions i Societat de la Informació la proposta de modificació del Pla Tècnic Nacional de la Radiodifusió sonora digital terrestre. Doncs bé, el 17 de juny, es va presentar al CATSI la proposta de modificació del Reial Decret pel qual s'aprova el Pla Tècnic Nacional de la radiodifusió sonora digital terrenal on l'obligació de cobertura es redueix de l'actual 50% de la població al 20% i es preveu l'ampliació de l'extensió de la cobertura en funció del desenvolupament i implantació del servei de ràdio digital terrestre.
S'estableixen desconnexions territorials no superiors al 30% de la programació diària total ni el 25% de la programació setmanal total.
Ja s'han començat a concedir llicències digitals de caràcter autonòmic, o a cada país, en el seu cas.

### A França
Solament eren disponibles, en simulcast, les emissores públiques de Radio France i només a les principals ciutats (París, Marsella i Lió); per tant mai hi ha hagut cobertura a la Catalunya Nord.
Emetien per la banda L, a través d'una xarxa de repetidors que tenia cada gran ciutat, per tant, la cobertura era molt limitada, ja que no cobrien amb qualitat les rodalies de les ciutats.
A finals de 2007, el Govern francès va decidir programar una rellançada de la ràdio digital a França. Des de llavors, els canals de ràdio digital s'han reorganitzat i, actualment, estan emetent en proves a les ciutats diferents múltiplex per la banda III utilitzant els tres sistemes d'emissió més importants: DAB, DAB+ i T-DMB.
Tanmateix, el govern va especificar que s'utilitzaria l'estàndard T-DMB per emetre, de manera que les proves en DAB+ i DAB sembla que tenen els mesos comptats fins a Nadal del 2008.
Com Canal+ també està en la banda III, serà més difícil i llarga l'ampliació de cobertura. Fins que Canal+ en analògic no deixi d'emetre el 2011 (apagada analògica) la cobertura de població no s'augmentarà més d'un 35%.